# 刹那の果実
「刹那の果実」（せつなのかじつ）は、日本の歌手・黒崎真音の8作目のシングル。

## 概要
前作「楽園の翼」より、約7か月ぶりのリリース。
表題曲「刹那の果実」はテレビアニメ「グリザイアの楽園」のオープニング主題歌に起用された。
2曲目「Red Alert Carpet」は、明るい曲となっている。

## 収録曲
1. 刹那の果実
2. Red Alert Carpet
3. 刹那の果実(instrumental)
4. Red Alert Carpet(instrumental)